# در فصل تابستان
«در فصل تابستان» (به انگلیسی: In the Summertime) ترانه‌ای از گروه راک بریتانیایی مانگو جری است. این قطعه را ری دورست (خواننده) سروده‌است و آهنگ امضای مانگو جری به‌شمار می‌آید.
«در فصل تابستان» در زمان انتشارش شمارهٔ ۱ جدول فروش ۲۵ کشور مختلف از جمله فرانسه و آلمان بوده و در بریتانیا ۷ هفته پرفروش‌ترین ترانهٔ روز بوده‌است. این تک‌آهنگ حدود ۳۰ میلیون نسخه فروش داشته و یکی از پرفروش‌ترین ترانه‌های دههٔ ۷۰ میلادی است.

## ساختار و محتوا
«در فصل تابستان» به‌خاطر پیانوی بی‌خیال و موسیقی اسکیفل آن شناخته شده‌است. در تنظیم این قطعه از تُنگ استفاده شده که یکی از آلات موسیقی گروه‌های جاگ بَند بوده‌است. اسکیفل در واقع ورژن بریتانیایی موسیقی جاگ بَند است.
عده‌ای متن ترانه در بعضی قسمت‌ها را نامحترمانه و ناپذیرفتنی می‌دانند. در بخشی از ترانه گفته می‌شود «اگه بابای دختره پولداره، برای یه وعده غذا ببرش بیرون، اگه باباش فقیره، فقط به احساست رجوع کن». در بخشی دیگر هم گفته شده: «یه نوشیدنی بخور، با ماشینت یه دوری بزن و ببین چی گیرت میاد». در سال ۲۰۱۳ این بخش از ترانه در یک تبلیغ تلویزیونی «منع رانندگی در هنگام مستی» استفاده شد.